# Marcel·la (dona de Marcial)
Marcel·la o Marcela (en llatí Marcella) va ser l'amant i després potser la dona del poeta Marcial, el qual li va dedicar dos epigrames.
Era una dama nascuda a Hispània que li va aportar com a dot una gran finca. Prèviament Marcial havia estat casat amb una dona de nom Cleòpatra i probablement es va casar amb Marcel·la a la seva tornada a Hispània l'any 96.